# Manuel Díez de Bonilla
Manuel Díez de Bonilla (Ciudad de México 2 de febrero de 1800 - Ciudad de México 5 de agosto de 1864) fue un abogado y destacado político conservador mexicano.

## Biografía
Comienza su carrera pública en 1828 como fiscal en el Tribunal de Justicia de Ciudad de México. Entre 1831 y 1833 fue ministro plenipotenciario en Centroamérica y Colombia, favoreciendo el desarrollo de una relación provechosa con Centroamérica. 
Durante la presidencia de Miguel Barragán, fue designado Secretario de Relaciones Exteriores y de Hacienda (1835), sucediendo en esta cartera a José María Ortiz Monasterio. Como ministro de Hacienda, participó en la reglamentación y gobierno del Banco de Avío, creado en octubre de 1830, para fomentar la industria nacional. 
En 1836 fue designado enviado extraordinario y ministro plenipotenciario ante la Santa Sede, durante el papado de Gregorio XVI; logró que se reconociese oficialmente la Independencia de México. Durante la presidencia de Santa Anna fue designado Secretario de Gobernación y de Relaciones Exteriores.
En 1853 junto con José Salazar Ilarregui y J. Mariano Monterde firma el Tratado de la Mesilla que modifica al tratado de Guadalupe Hidalgo, y fija una nueva demarcatoria de frontera con Estados Unidos. La compra de "La Mesilla" por parte de Estados Unidos, incluyó las tierras al sur del Río Gila y al oeste del Río Bravo y fue hecha con el propósito de la construcción de un ferrocarril transcontinental a lo largo de la ruta del sur de los Estados Unidos. Solucionó también los problemas fronterizos pendientes después del Tratado de Guadalupe-Hidalgo que puso fin a la guerra mexicano-estadounidense.
Finalmente durante la presidencia de Miguel Miramón fue nuevamente designado Secretario de Relaciones Internacionales.